# Erne
De Erne (Iers: Abhainn na hÉirne, An Éirne) is een rivier in het noordwesten van Ierland. Ze is ongeveer 120 km lang en daarmee na de Shannon de langste van het eiland. Ze ontspringt in County Cavan en loopt via enkele grillige meren (Lough Gowna, Lough Oughter, Upper Lough Erne en Lower Lough Erne) in Ierland en Noord-Ierland naar Ballyshannon, waar ze in de Donegal Bay van de Atlantische Oceaan uitmondt. 
Vroeger was er in Ballyshannon een waterval, Assaroe Falls of Cathaleens Falls genoemd. Deze is verdwenen toen men na de Tweede Wereldoorlog een afdamming heeft gebouwd ten oosten van de stad voor de hydro-elektrische centrale van Cathaleen's Fall. Daardoor ontstond het stuwmeer Assaroe Lake.
De rivier is bekend bij hengelaars, vooral op zalm, forel en paling. Bij de afdamming van de Erne is een vistrap aangelegd om de migratie van de vissen verder mogelijk te maken.
De Erne is verbonden met de Shannon door het 60 kilometer lange Shannon-Erne-kanaal.